# 紅腿象龜
紅腿象龜（學名：Chelonoidis carbonarius , 英文名：Red-footed tortoise）是來自南美洲北部的一種受歡迎的寵物龜。牠們是中型陸龜，一般成龜平均長度為30厘米（12英寸），亦可以達到40厘米（16英寸）。他們有深色麵包形的背甲，四肢及頭部的顏色很鮮豔，大概從淺黃色至暗紅色。而紅腿象龜在不同地區也有不同的亞種，而來自亞馬遜流域的黃腿象龜與紅腿象龜有著密切關係。
牠們的自然棲息地範圍大概是從熱帶稀樹草原與森林的邊緣周圍的亞馬遜河流域。牠們是雜食性動物，會進食各式各樣的植物，主要是水果，牠們亦會進食還草、花、菌類、腐肉和無脊椎動物。
紅腿象龜的蛋及幼龜是許多食肉動物的食物；而對成年龜隻而言，主要威脅是美洲虎和人類。紅腿象龜族群密度從原生地而言非常稀少，主要原因是由於棲息地破壞、過度被捕食和用作寵物貿易。

## 名稱
紅腿象龜有許多名字：紅腿陸龜、紅腳龜和稀樹草原龜等，以及在部分當地起的名稱，如carumbe、karumbe，在當地而言，這意味著「慢慢地移動」（巴西，巴拉圭），wayapopi或morrocoy（委內瑞拉，哥倫比亞），以及japuta和jabuti piranga（巴西，阿根廷）。

## 特徵

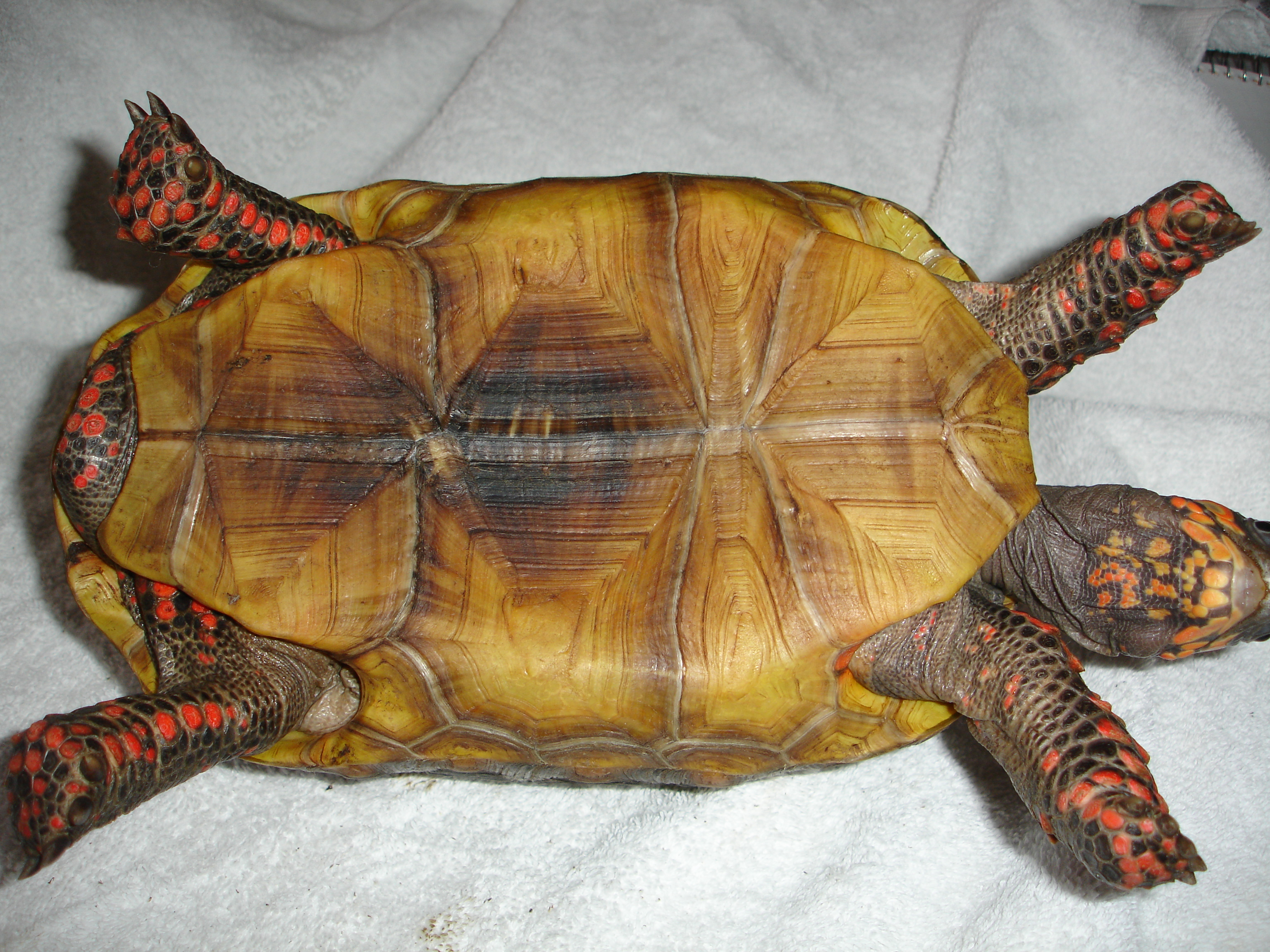
成年雄性紅腿象龜的腹甲

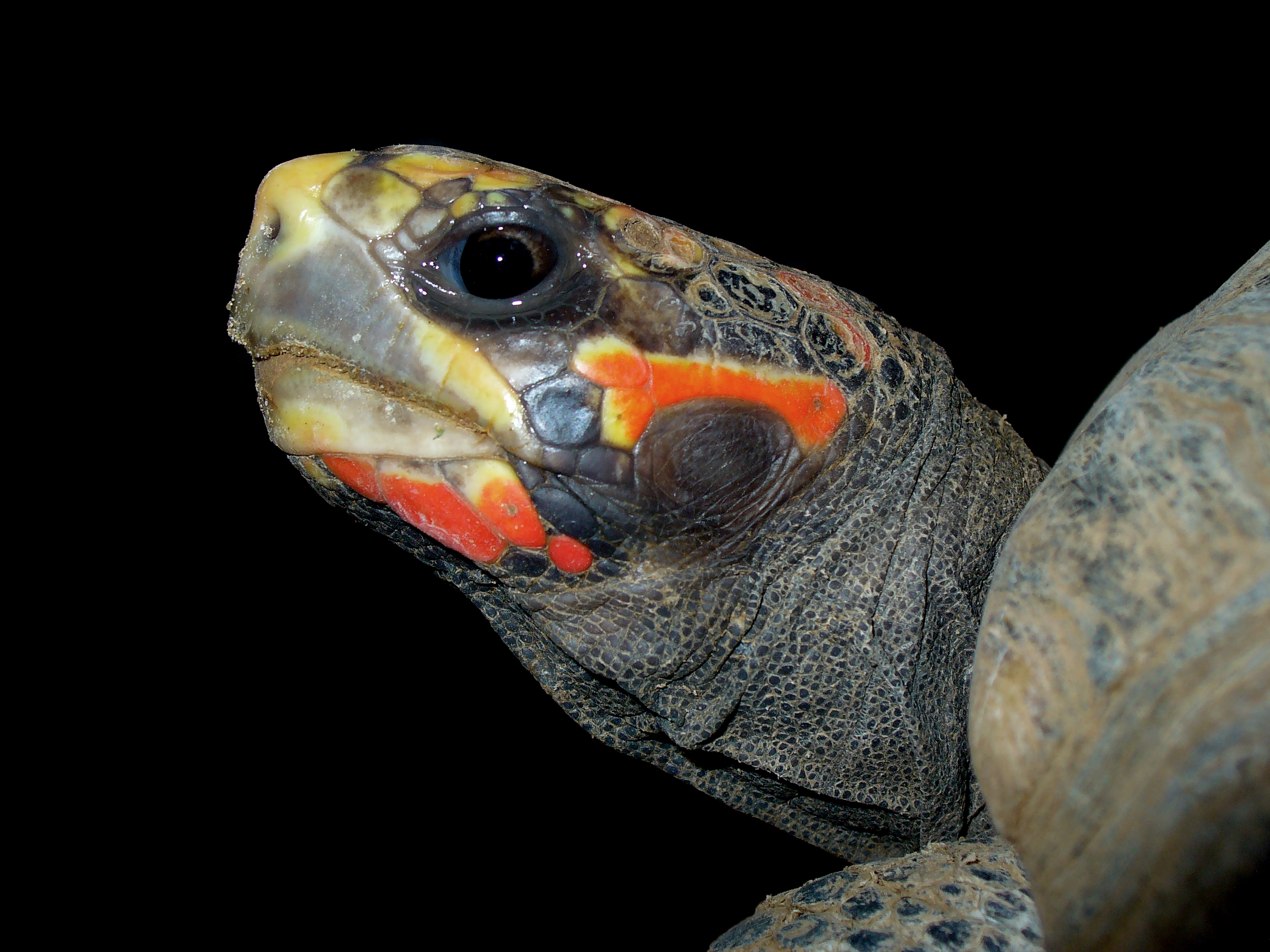
紅腿象龜頭部特寫

成年紅腿象龜的甲殼通常是一個細長的橢圓形，兩側平行，但雄性的兩側會向內灣。牠們的背甲高高隆起，而且十分光滑，而每一塊盾甲的中間是淺黃色，而四周是黑色或深褐色。頸部並不像其他陸龜，並沒有鱗甲。而生長紋在生長時期會十分明顯，但大部分龜的生長紋都會隨著年齡增長而變得光滑。
腹甲大而厚，雄性的向入凹陷，而且可以以肛盾（最後面的對腹甲盾）分別性別，而腹甲彩色則因不同地區的亞種而異。
四肢通常是呈圓柱形，前肢有5隻爪後腿有4隻爪，但沒有明顯的腳趾。前肢稍扁平，多數與頭部呈相同的顏色。前肢的麟甲是不一樣大及凸出的，因為他們是很原始的物種。尾巴肌肉十分發達，不同性別有不同長度和造型，並而不太尖銳。
一般成體的大小會因地區和性別而不同，紅腿象龜雄性稍大，整體平均長度為30-35厘米，而長於45厘米的亦很常見，偶爾發現超過50厘米的龜隻。已知最大的紅腿象龜標本是來自巴拉圭，該龜長60厘米長，體重超過28公斤。
幼年的紅腿象龜比成體更圓，甲殼多為淡黃色及褐色，新生長的部分會較深色。年輕的紅腿象龜的盾甲邊緣是呈鋸齒形的，尤其是在後肢的位置。這可能有助於偽裝，令捕食者更難發覺。

### 兩性差異
雄性體型稍大，體色更加豐富多彩。生活從北部的亞馬遜基本的雄性，其背甲呈「蜂腰」，即背甲兩側會有輕微凹陷，底甲亦會有輕微凹陷，以幫助在交配時穩定身體。男性的尾巴較長，肌肉較發達，而女性的尾巴很短，呈圓錐形。
肛盾各有不同，令雄性的尾巴可有更大的流動性，並令自己可以保護雌性的後腿位置。雄性泄殖孔亦較近盾甲。

## 分佈及生境
紅腿象龜生境範圍從巴拿馬東南部、委內瑞拉、圭亞那、蘇里南、安第斯山脈北部、哥倫比亞、厄瓜多爾、秘魯和玻利維亞西部，東至巴西、玻利維亞、巴拉圭南部範圍，並有可能在阿根廷北部。牠們的族群並不是均勻地分佈在以上範圍內。例如，在巴西中部或在森林茂密的地區不經常發現紅腿象龜，自1985年以來，一般只記錄紅腿象龜在秘魯出現。精確範圍的信息是很難界定的，龐大的範圍、政治和地理的障礙，令龜隻出現的範圍十分不穩定。
而紅腿象龜還被發現幾個加勒比群島、但數量並不是很清楚，大概是本地或其他人類帶去的。許多殖民地似乎已於17世紀將此龜當成糧食供應或作為寵物。牠們被發現於荷屬安的列斯群島、特立尼達、多巴哥、格林納達、巴巴多斯、聖文森特、格林納丁斯、聖盧西亞、馬提尼克島、多米尼加、瓜德罗普、背風群島、維爾京群島和波多黎各。
紅腿象龜的首選棲息地按地區有所不同，但一般包括溫度接近30°C的地區，很少低於20°C或超過35°C，同時喜愛高濕度、雨量充沛的地方，儘管一些地區可能相當乾燥。大多數的棲息地內可能會遇到較冷的雨季（4月到8月）和溫暖乾燥的季節（9月至3月），但只有部分的南部範圍內偶有寒流。紅腿象龜，亦經常發現在附近的森林和熱帶草原的過渡區之間，如林中空地或沿水路。

### 地區差異
生活在不同地區的群族會被分類成不同的群體，不同的學者亦會分析紅腿象龜地理分佈。[[w:en:Peter Pritchard|彼得·普有5個亞種。
最明顯的區別是亞馬遜河流域的北部或南部的品種。「北」部亞種都看起來非常像是模範，主要由外殼、頭、四肢著色方面得知。而亞馬遜以南的亞種則有一著特別的腹甲圖案，肢肘部內側有著刺狀物。

### 東北部亞種
- 特徵：此亞種的頭部和四肢的顏色一般為橙紅色，腹甲多為淡黃色。
- 分佈範圍：圭亞那地盾、委內瑞拉、圭亞那、蘇里南和巴西北部。

### 西北部亞種
- 特徵：類似東北部的亞種，但它的甲殼基本顏色是灰色、深褐色或咖啡色，而不是黑色。蒼白的腹甲在中央有一小塊黑斑。頭部和四肢通常是淺黃色至橙色。平均的體型稍小，通常為30-35厘米。
- 分佈範圍：巴拿馬東南部和哥倫比亞。

### 北部亞種
- 特徵：與東北部亞種類似，頭和四肢的顏色一般為淺黃色至淺橙色，很少個體會出現紅色，頭部和四肢往往會不同的顏色。平均體長較小，於通常為30-35厘米。
- 分佈範圍：哥倫比亞、厄瓜多爾和秘魯。

### 南部亞種
- 特徵：甲殼顏色通常是黑色至黑褐色，有時鱗甲之間會有淺灰色和白色，腹甲大部分都是對稱斑駁的圖案。體型為現時的亞種中最大。前肢的比例較大，成年雄性的腰部沒有向內凹陷，雌性的體型平均比雄性大。
- 分佈範圍：格蘭查科平原、玻利維亞、巴拉圭、阿根廷北部。

### 東部亞種
- 特徵：腹甲為淺灰色或白色。體型大小比較平均，因亦在其體型未完全成長時已為其成熟期。前肢的比例較大。頭部通常呈微黃色及淡紅色，四肢則呈櫻桃紅色。
- 分佈範圍：巴西東南部。此亞種在寵物市場中通常被稱為「櫻桃紅腿」。

## 族群分佈
現時，業界亦很少有關族群密度或龜隻性別比例的數據。有些特別的情況亦令數據難以收集，例如當委內瑞拉大壩正在修建的時候，數百隻紅腿和黃腿象龜被抓獲並搬遷往另一個地方生活。另外亦發現大量龜隻流入非法市場，在機場等地被沒收；而在秘魯、厄瓜多爾、阿根廷和巴西中部亦有機會被發現。在法屬圭亞那盾地區，有龜隻數量的族群，很少部分龜隻會在島嶼出現。
Debra K. Moskovits' 指出，計算此龜種真正數目是十分困難的，她曾在馬拉卡斯的委內瑞拉島進行研究，但龜隻卻常常躲藏和挖洞。她發現，經過訓練的狗可以有助尋找躲藏了的龜隻，但她自己卻不能找到。她的研究顯示，在紅腿象龜出現的島嶼每公頃的土地中，平均雌性對雄性的比例約為1.32：1.05，但她認為，由於尋找陸龜有相當的難度，因此龜隻數量有可能被低估。

## 生態和行為
紅腿象龜棲息地氣候變化並不大，很少太熱和太冷的氣候，所以龜隻大多不會進入任何形式的休眠，所以往往能整天活動。莫斯科維茨的研究中，烏龜最為活躍的時候為下午3:00後。在的南部地區，氣候會較極端、乾燥，因此大多數龜隻會夏眠，而當食物短缺，他們可能會暫時東遷。
很多龜隻在一天內會有大量時間休息，一般花50％以上時間作日照、休息。他們時常休息，甚至在吃完一頓大餐後可以休息5-10天。曾經有紀錄一隻紅腿象龜在一個月內都停留在相同的位置。休息中的龜隻可以完全不移動，令枯枝落葉在其身上累積，而白蟻亦已在紅腿象龜的甲殼上不斷走過。
紅腿象龜會尋求庇護的地方，令牠們可避過掠食性動物同時進行體溫調節。他們試圖找一些隱閉的休息地方，例如樹的枝幹和根系，但仍會暴露。牠們躲藏的地方在下雨時有機會被淹沒，但牠們的鼻孔和眼睛會暴露在水和泥之上。龜隻在野外展現了個人的喜好，與許多人一樣，一直尋找自己喜愛的住房。
紅腿象龜的自然庇護所往往是能容納許多龜的空間，良好的庇護所是十分重要的，亦難以被人發現，龜會留下糞便。有些庇護所，由於大量居住龜隻的在該處排泄，而令該處出現一條充滿污垢的小徑。而個別的龜隻可能會不定期返回特定的住所。
除了龜隻的庇護所和氣味標記，紅腿象龜也顯示了其他的社會生活行為，如在缺乏食物的情況不會互相侵略，並會尋找水果和腐肉為食。紅腿象龜經常互相跟隨，會出現一隻較小的龜會跟隨另一隻較大的龜的情況，通常是雄性跟隨雄性。

### 獵食者
幼龜會較易成為獵食者的目標，獵食者包括蜥蜴、長鼻浣熊等動物，而老鼠和貓鼬則會攻擊紅腿象龜的巢和蛋。許多食肉動物也會獵食紅腿象龜，包括大蜥蜴、蛇、鱷魚，甚至大海龜的幼龜、部分鳥類，如的大鳥（鳳冠雉屬鳥類）、杜鵑等，而獵鷹和部分哺乳動物亦會對龜隻產生威脅，如貓、負鼠、狐狸、野豬、野狗等。
除了人類以外，美洲虎亦會捕食成年龜。紅腿和黃腿象龜似乎是一種重要的食物來源，在美洲虎一些活躍的範圍，如瑪努國家公園、秘魯部分地區，成年的紅腿象龜亦會被美洲虎獵食，美洲虎會首先咬住龜的背甲，以撬開其甲殼，並吃掉龜隻的肉。而部分龜隻會被發現背甲上有牙齒印，顯示他們受攻擊後仍活了下來，在牠們避開攻擊後，會以找尋洞穴或住所以保護自己的生命安全。

### 飲食
論紅腿象龜的飲食習慣是困難的，因為牠們會吃各種各樣的食物，各種廣泛的植物品種及季節性供應的植物也可以為紅腿象龜的食物，而根據實地考察的報告，學者試圖描述其飲食習慣，並透過觀察龜隻糞便提供了一些對龜隻飲食的研究結果。
居住在森林的陸龜如南美象龜屬、印度陸龜屬、凹甲陸龜屬及折背龜屬的陸龜均屬雜食性，牠們腸道的上半部和下半部的長度亦相約，而草食性的屬（如陸龜屬中的陸龜）會有較長的大腸以消化纖維性的草。大部分雜食的龜則沒有其他專門的消化系統結構，反映其靈活的飲食習慣。
紅腿象龜的大部分飲食都是果實或種子莢。常見的食物有水果、蘿蔓 仙人掌、無花果、金合歡、檳榔、番荔枝、蔓綠絨及鳳梨等。而經常在糞便發現水果亦有五種。紅腿象龜是會吃掉整個水果而不吐核，此舉有助傳遞的種子及發芽。而紅腿象龜亦被發現會在住所的果樹下等待水果在樹上掉下。
其餘的食物包括草、葉、花、根、芽及各式各樣的植物以及真菌，亦會吃無脊椎動物（如螞蟻、白蟻、甲蟲、蝴蝶、蝸牛和蠕蟲）、腐肉和狐狸糞便。紅腿象龜亦經常被發現會進食屍體，直到吃飽，偶爾會吃較小的動物，如蛇、囓齒動物等。糞便中亦會發現卵石和沙。
飲食習慣會根據季節而轉變。在濕潤的季節中，牠們可能是大約會進食70％的水果及25％的新鮮的葉、芽和其餘為真菌和動物性食品。在乾燥的季節則會吃40％的水果，23％的花，16％的新鮮的葉，芽、真菌、苔蘚及動物性食品。
對雜食性的龜而言，如果牠們不能在飲食中獲取足夠的鈣，便會尋求一直鈣含量高的食物，甚至會吃含礦物質的土壤。

### 運動
紅腿象龜會將糧食以蜘蛛網的模式從0.63至117.5公頃內的範圍內堆積，以令牠們可以好好隱藏水果等糧食。他們一般的移動速度約為每小時5至20米（5.5-22碼/小時），但必要時牠們可以提高自己的腿，令移動速度高達100米/小時（109碼/小時）。牠們亦可以以每小時100米（110碼）或以上的速度移動。亦顯示出牠們偏好在茂密的植被覆蓋下移動。

## 外部連結
- Red Foot Tortoise
- About.com-Red Foot Tortoise （页面存档备份，存于）
- Animals of the Virgin Islands gov.vi
- Red Foot Tortoise AVPH - Turtles and Tortoises （页面存档备份，存于）